# Pristurus obsti
Espèce
Statut de conservation UICN

 LC  : Préoccupation mineure
Pristurus obsti est une espèce de geckos de la famille des Sphaerodactylidae.

## Répartition
Cette espèce est endémique de l'île de Socotra au Yémen.

## Étymologie
Cette espèce est nommée en l'honneur de Fritz Jürgen Obst.

## Publication originale
- Rösler & Wranik, 1999 : Beiträge zur Herpetologie der Republik Jemen. 5. Drei neue Gecko-Arten vom Sokotra-Archipel (Reptilia: Sauria: Gekkonidae). Zoologische Abhandlungen Staatliches Museum für Tierkunde Dresden, vol. 50, n. 2, p. 249-265 (texte intégral).